# Théâtre du Tandem
 (mai 2021).
La mise en forme du texte ne suit pas les recommandations de Wikipédia : il faut le « wikifier ».
Les points d'amélioration suivants sont les cas les plus fréquents :
- Les titres sont pré-formatés par le logiciel. Ils ne sont ni en capitales, ni en gras.
- Le texte ne doit pas être écrit en capitales (les noms de famille non plus), ni en gras, ni en italique, ni en « petit »…
- Le gras n'est utilisé que pour surligner le titre de l'article dans l'introduction, une seule fois.
- L'italique est rarement utilisé : mots en langue étrangère, titres d'œuvres, noms de bateaux, etc.
- Les citations ne sont pas en italique mais en corps de texte normal. Elles sont entourées par des guillemets français : « et ».
- Les listes à puces sont à éviter, des paragraphes rédigés étant largement préférés. Les tableaux sont à réserver à la présentation de données structurées (résultats, etc.).
- Les appels de note de bas de page (petits chiffres en exposant, introduits par l'outil «  Source ») sont à placer entre la fin de phrase et le point final[comme ça].
- Les liens internes (vers d'autres articles de Wikipédia) sont à choisir avec parcimonie. Créez des liens vers des articles approfondissant le sujet. Les termes génériques sans rapport avec le sujet sont à éviter, ainsi que les répétitions de liens vers un même terme.
- Les liens externes sont à placer uniquement dans une section « Liens externes », à la fin de l'article. Ces liens sont à choisir avec parcimonie suivant les règles définies. Si un lien sert de source à l'article, son insertion dans le texte est à faire par les notes de bas de page.
- La présentation des références doit suivre les conventions bibliographiques. Il est recommandé d'utiliser les modèles {{Ouvrage}}, {{Chapitre}}, {{Article}}, {{Lien web}} et/ou {{Bibliographie}}. Le mode d'édition visuel peut mettre en forme automatiquement les références.
- Insérer une infobox (cadre d'informations à droite) n'est pas obligatoire pour parachever la mise en page.

Pour une aide détaillée, merci de consulter Aide:Wikification.
Si vous pensez que ces points ont été résolus, vous pouvez retirer ce bandeau et améliorer la mise en forme d'un autre article.
Le Théâtre du Tandem est une compagnie de théâtre implantée à Rouyn-Noranda. Fondée en 1997, elle résulte de la fusion du Théâtre de la Poudrerie de Rouyn-Noranda et du Théâtre de la Crique de Ville-Marie. 

## Historique
En 1997, Odette Caron, alors directrice du Théâtre de la Crique et Jean-Guy Coté, directeur du Théâtre de la Poudrerie, prennent la décision de fusionner leurs deux compagnies en une seule : le Théâtre du Tandem. Le but de la compagnie était alors de renforcer le théâtre professionnel en Abitibi-Témiscamingue. 
De 1997 à 2013, Odette Caron et Jean-Guy Côté dirigent ensemble le Théâtre du Tandem.  
En 2013, Hélène Bacquet est nommée à la direction artistique et générale de la compagnie. Julie Renault lui succède en 2020. 

## Théâtrographie
2021: Bermudes (dérive), mise en scène d'Anne-Marie Guilmaime et Claudine Robillard, en coproduction avec Système Kangourou, en codiffusion avec le Théâtre La Chapelle et le MA
2020: Bande de bouffons de Jean-Philippe Lehoux
2019: Constituons! de Christian Lapointe - création de Carte Blanche et du Centre du Théâtre d’Aujourd’hui (CTDA), en coproduction avec le Festival TransAmériques (FTA). Coproducteurs sur le territoire: Théâtre du Tandem (Abitibi-Témiscamingue), le Théâtre des Gens d’en bas (Bas-St-Laurent), le Théâtre Parminou (Centre-du-Québec), Espace K Théâtre (Côte-Nord), le Théâtre du Double Signe (Estrie), le Théâtre À tour de rôle (Gaspésie), STO Union (Outaouais), le Théâtre de la Rubrique (Saguenay-Lac-St-Jean) et en codiffusion avec le Théâtre Périscope (Capitale-Nationale).
2018: Inven(taire) à vif, mise en scène de Ricardo Lopez Muñoz
2017 : Starshit  de Jonathan Caron et Julie Renault - en coproduction avec le Théâtre en Quec'part
2016 : Habiter les terres de Marcelle Dubois - en coproduction avec le Théâtre Les Porteuses d'aromates
2015 : Sans pays d'Anna Beaupré Moulounda
2014 : Un suaire en Wrap de Manon Lussier
2013 : L'espérance de vie des éoliennes de Sébastien Harrisson, en coproduction avec le Théâtre Populaire d'Acadie
2012 : Lentement la beauté de Michel Nadeau 
2011 : Persistance du sable de Marcel-Romain Thériault
2010 : Au pays de l'or bleu de Jaquy Lamps
2009-2010 : Une maison face au Nord (en coproduction Théâtre la rubrique et le Théâtre français de Toronto) de Jean-Rock Gaudreault
2008-2009 : Apocalypse à Kamloops (en coproduction Théâtre de la Bordée) de Stephan Cloutier 
2007 : Jam Pack de Marcelle Dubois 
2007 : Incroyable mais faux de Stéphane Hogue 
2006-2009 : Le Palier de Réal Beauchamp et Jean-Guy Côté - reprise
2006 : 15 secondes de François Archambault
2005 : C'était avant la guerre à l'Anse-à-Gilles de Marie Laberge
2004 : Des fictions pour refaire le monde de Louis Aragon, Suzanne Jacob et Jocelyne Saucier
2004 : Grace et Gloria de Tom Ziegler 
2003-2007 : Du sexe? Ah oui! Merci, reprise de Dario Fo, Jacopo Fo et Franca Rame
2003 : Amies à vie de Chantal Cadieux
2002 : W. de Sophie Renauld
2002 : C'est devenu gros de François Archambault et Marie-Hélène Thibault
2002 : Violette sur la terre de Carole Fréchette
2001-2007: Partir, Les lettres de Pit Bellehumeur reprise de Fernand Bellehumeur
2001 : Avec le soleil... la mère! de Serge Boucher et Marie-Louise Nadeau
2000 : Trois secondes et quart de Yves Trudel
1999 : Le long de la principale de Steve Laplante 
1999 : Des roseaux dans la tempête de Réal Beauchamp 
1998 : Tu m'aimes-tu? d'un collectif d'auteurs québécois
1998 : Sonates de bar de Henri de Tellier 
1997 : L'Homme aux trésors de Marie-Louise Nadeau
1997 : Des petites choses pour l'eau d'un collectif d'auteurs hispaniques
1997: Le Joueur de D de Marie-Louise Nadeau